# Suchart Chayyai
Suchart Chayyai (thailändisch สุชาติ ชายใหญ่, * 8. Mai 1989 in Krabi) ist ein thailändischer Fußballspieler.

## Karriere
Suchart Chayyai stand bis Ende 2013 beim Pattaya United FC unter Vertrag. Wo er vorher gespielt hat, ist unbekannt. Der Verein aus Pattaya in der Provinz Chonburi spielte in der ersten Liga, der Thai Premier League. Ende der Saison musste er mit den Dolphins den Weg in die zweite Liga antreten. Für den Verein stand er mindestens neunmal in der ersten Liga auf dem Spielfeld. Nach dem Abstieg verließ er Pattaya und schloss sich dem Erstligisten Songkhla United FC aus Songkhla an. Mit Songkhla musste er ebenfalls am Ende der Saison in die zweite Liga absteigen. Für Songkhla spielte er bis Ende 2016. 2017 verpflichtete ihn für ein Jahr Ligakonkurrent Krabi FC. 2018 nahm ihn der Erstligist Ubon UMT United aus Ubon Ratchathani unter Vertrag. Hier kam er nicht zum Einsatz. Nach der Hinserie wechselte er zum Zweitligisten Sisaket FC nach Sisaket. Beim Zweitligaaufsteiger JL Chiangmai United FC aus Chiangmai unterschrieb er Anfang 2019 einen Einjahresvertrag. Für Chiangmai spielte er 21-mal in der zweiten Liga. Nach Vertragsende wechselte er zu seinem ehemaligen Verein Krabi FC. Am Ende der Saison 2021/22 wurde er mit Krabi Meister der Region. In der National Championship, den Aufstiegsspielen zur zweiten Liga, belegte man hinter dem Uthai Thani FC den zweiten Platz und stieg in zweite Liga auf. Nach dem Aufstieg verließ er Krabi und schloss sich dem Drittligisten Young Singh Hatyai United an. Mit dem Verein spielte er 13-mal in der Southern Region der Liga. Nach der Hinserie 2022/23 wechselte er im Dezember 2022 zum ebenfalls in der Southern Region spielenden Songkhla FC. Am Ende der Saison feierte er mit dem Verein aus Songkla die Meisterschaft der Region. In den Aufstiegsspielen konnte man sich jedoch nicht durchsetzen. Im Dezember 2023 wechselte er nach Pattani zu dem ebenfalls in der Southern Region spielenden Pattani FC. Im Sommer 2024 verpflichtete ihn der Drittligaabsteiger Krabi FC. Mit dem Klub spielt er in der Southern Region der Liga.

## Erfolge
Krabi FC
- Thai League 3 – South: 2021/22
- Thai League 3 – National Championship: 2021/22  ▲

Songkhla FC
- Thai League 3 – South: 2022/23